# SN 2008D

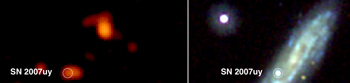
SWIFTによるNGC 2770の画像。SN 2008Dの前にSN 2007uyが見える。X線（左）及び可視光（右）

SN 2008Dは、スウィフトによって検出された超新星である。渦巻銀河NGC 2770内で起こった爆発は、2008年1月9日に、Carnegie-PrincetonのフェローであるAlicia Soderberg、Edo Berger、Albert Kong、Tom Maccaroneによって、スウィフトのデータを用いてそれぞれ独立に検出された。彼らは、軌道上または地上の8つの観測施設に対して、この超新星爆発を記録するように要請した。これは、天文学者が超新星が発生するのを観測した初めての事例だった。
この超新星は、Ib・Ic型超新星であると決定された。SN 2008Dが広がる速度は、1万km/s以上と測定された。爆発には中心がなく、一方の側からガスが外側に向かって進む速度は、他方よりも速い。これは、超新星からのX線放出の誕生の瞬間が捉えられた初めての例となった。次世代のX線衛星は、毎年数百個の超新星の誕生の瞬間を捉えることが期待され、恒星の崩壊や中性子星の誕生に伴うことが予測されるニュートリノや重力波のバーストを観測する機会を提供する。